# Morelos (película)
Morelos es una película mexicana de 2012 dirigida por Antonio Serrano que presenta al cura José María Morelos, en el movimiento de la lucha por la independencia de México del reino de España. Se trata de la secuela de Hidalgo: La historia jamás contada, la película fue estrenada el 16 de noviembre de 2012.

## Sinopsis
Retrata los últimos años de la vida de José María Morelos y Pavón (1812-1815), caudillo de la independencia mexicana quien tras burlar el cerco de Calleja en Cuautla, reorganiza sus tropas y toma la ciudad de Oaxaca; sin embargo, teniendo más de la mitad del territorio mexicano en sus manos, Morelos se empeña en tomar el puerto de Acapulco mientras las tropas realistas se reorganizan y recuperan terreno. Muestra la relación de Morelos con sus lugartenientes, su preocupación por crear instituciones propias y un ejército disciplinado capaz de hacerle frente a las tropas realistas. El film captura dos facetas indisolubles de la vida del héroe mexicano: sus contradicciones y sus pasiones.

## Reparto
- Dagoberto Gama como José María Morelos y Pavón.
- Raúl Méndez como Mariano Matamoros.
- Juan Ignacio Aranda como Hermenegildo Galeana.
- Gustavo Sánchez como Matías Carranco.
- Stephanie Sigman como Francisca Ortiz.
- Jorge Poza como Nicolás Bravo.
- José María Yazpik como Ignacio López Rayón.
- Andrés Montiel como Agustín de Iturbide.
- Jorge Zárate como Juan Nepomuceno Rosains.
- Antonio Gaona como Guadalupe Victoria.
- Chao como el Capitán Bonavia.
- Miguel Garza como el Cura.
- Luis Gerardo Méndez como José María Liceaga.